# Bawe
L'Isola di Bawe (Bawe Island in inglese) è una piccola isola dell'arcipelago di Zanzibar, situata meno di dieci chilometri al largo della città di Stone Town sull'isola di Unguja. Alla fine del XVIII secolo, su concessione del sultano di Zanzibar, l'isola fu utilizzata come base dalla Eastern Telegraph Company per la costruzione del collegamento telegrafico sottomarino che mette in comunicazione Zanzibar, le Seychelles e Aden. Oggi l'isola è esclusivamente una località turistica.